# Scopula nebulata
Scopula nebulata là một loài bướm đêm trong họ Geometridae.